# Hồng xuân
Hồng xuân (tên khoa học: Toona ciliata) là một loài thực vật có hoa trong họ Meliaceae. Loài này được M.Roem. mô tả khoa học đầu tiên năm 1846.

## Hình ảnh

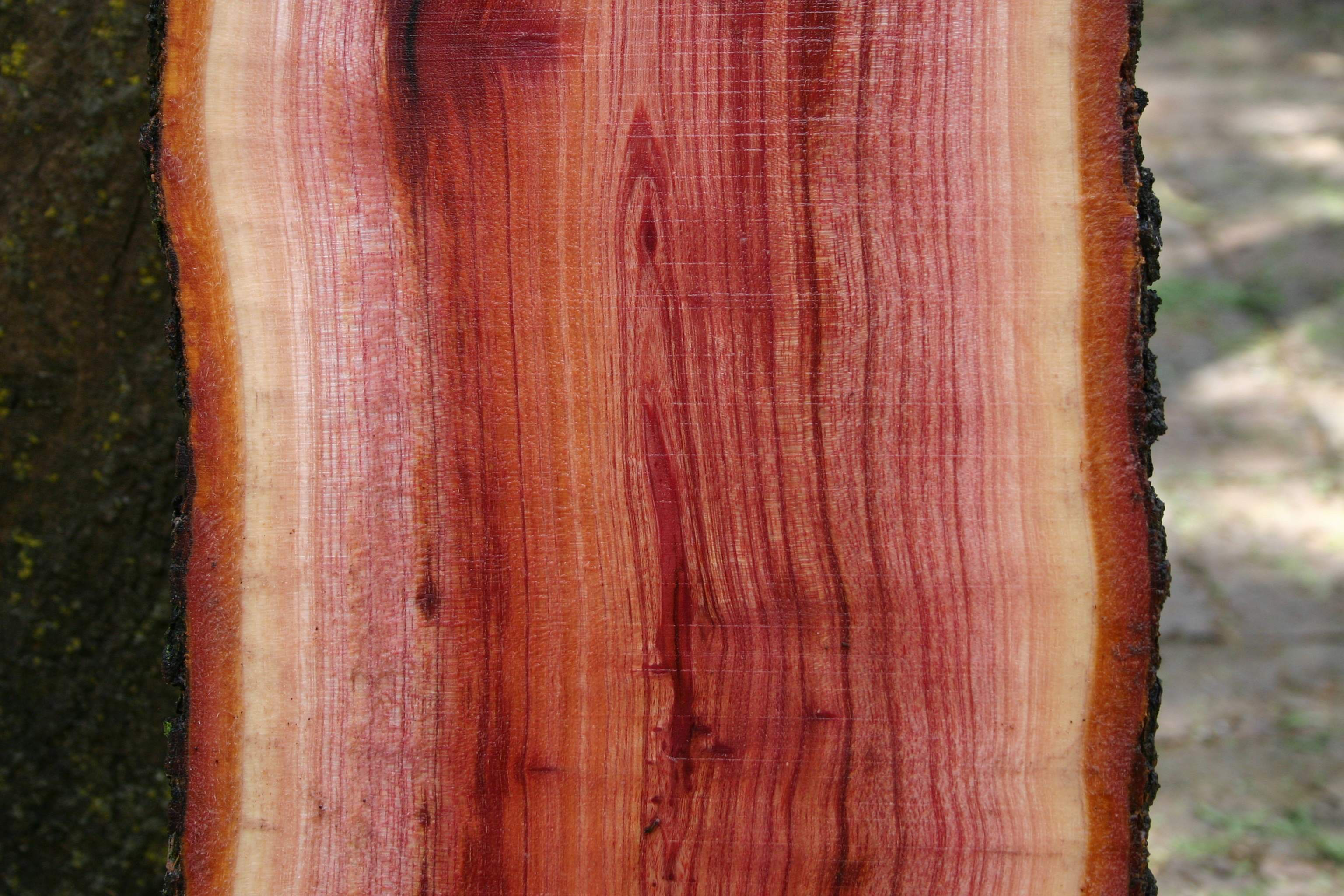
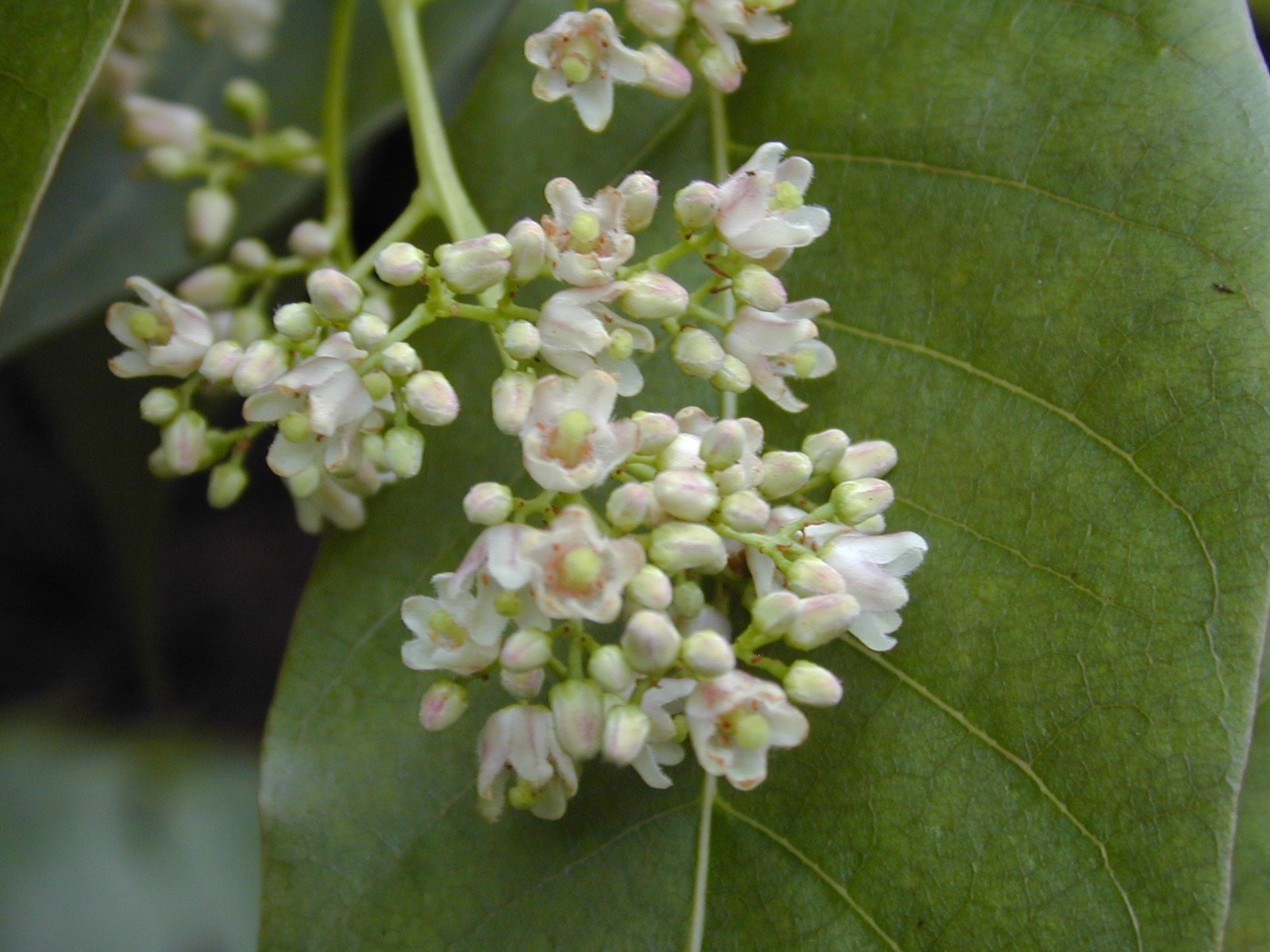
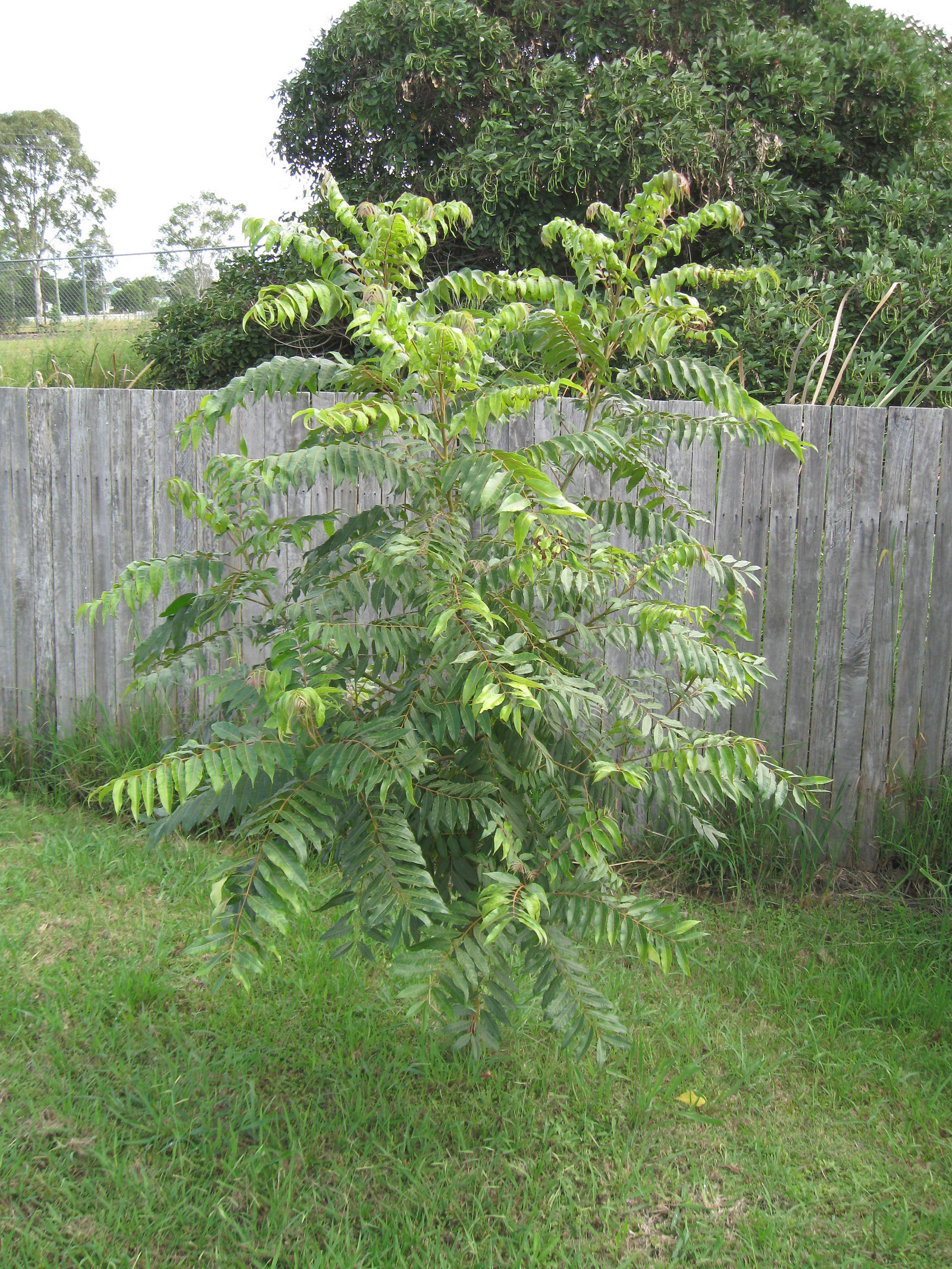
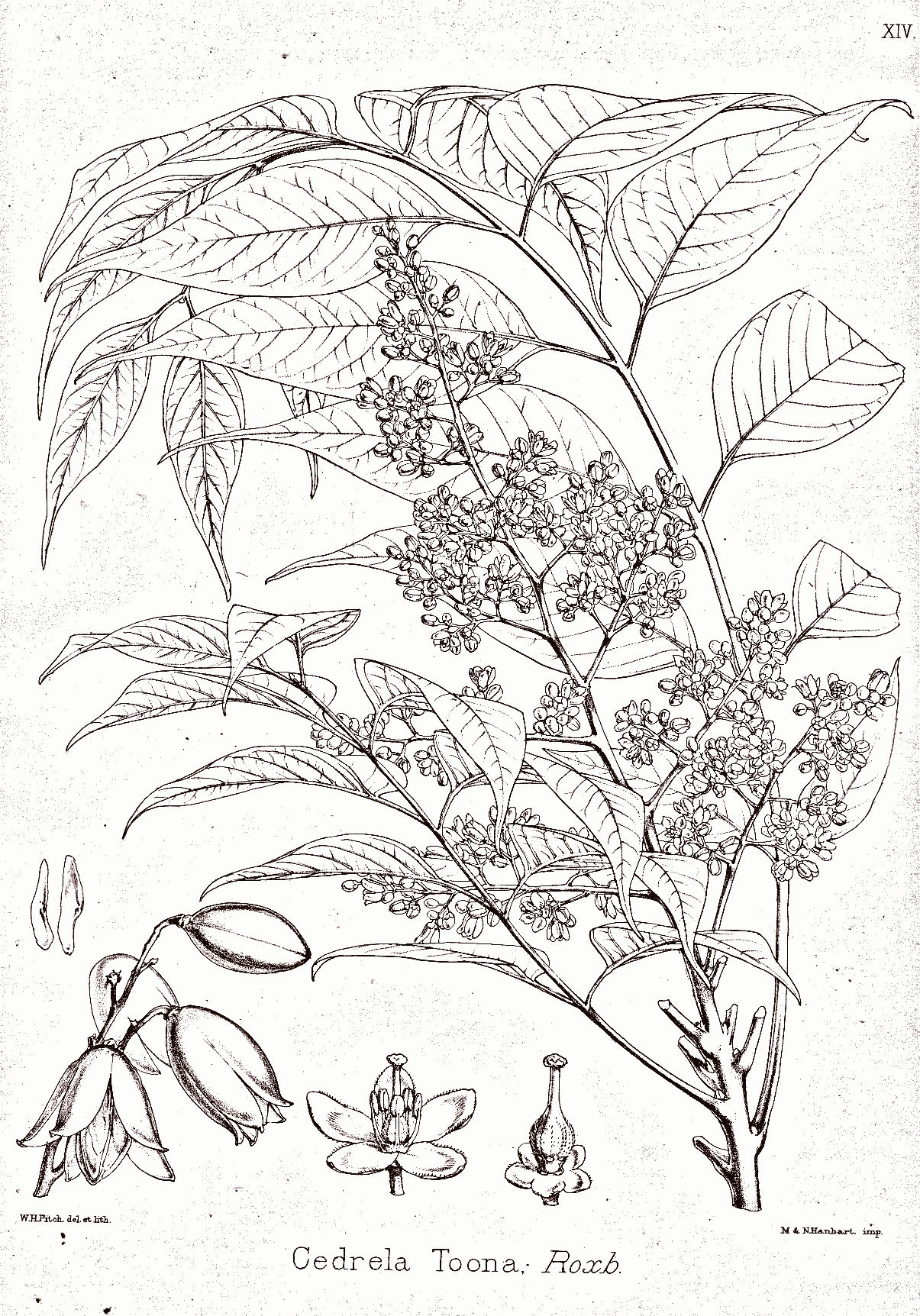